# Tonga nos Jogos Olímpicos de Verão de 1988
O Tonga participou dos Jogos Olímpicos de Verão de 1988 em Seul, na Coreia do Sul. Foi a segunda participação do país em Jogos Olímpicos.